# Fontenelle (Côte-d'Or)
 Fontenelle  es una población y comuna francesa, en la región de Borgoña, departamento de Côte-d'Or, en el distrito de Dijon y cantón de Fontaine-Française.

## Demografía
| 158 | 147 | 130 | 116 | 109 | 104 |
| Para los censos de 1962 a 1999 la población legal corresponde a la población sin duplicidades (Fuente: INSEE [Consultar]) |     |     |     |     |     |

## Personalidades ligadas a la comuna
- Charles-Louis Clément, político francés del siglo XIX.